# 王益谦 (清朝)
王益谦（1784年—1857年），字受之，号仲山。陝西蒲城人，清朝政治人物。王鼎族弟。
嘉慶十三年，鄉試中舉。后分發福建，1828年，接替张家桢任福建永安县知县一职。后改任蚶江縣、侯官縣、政和縣、將樂縣、崇安縣知縣及永春州知州等，升任汀州府同知。晚年講學。